# .lc
.lc為聖盧西亞國家及地區頂級域（ccTLD）的域名。該域名於1991年9月3日啟用，由波多黎各大學負責管理。任何人和實體均可註冊該域名。不過域名長度必須在1到63个字符之间。

## 外部連結
- IANA .lc whois information（页面存档备份，存于）
- .lc domain registration website（页面存档备份，存于）